# Заочный народный университет искусств
Заочный народный университет искусств (ЗНУИ) — учебное заведение, занимающееся художественно-образовательной деятельностью в сфере дополнительного образования, а также благотворительной и культурно-просветительской деятельностью. Расположено в г. Москве.

## История
Создан на базе заочных курсов для желающих учиться рисованию, организованных в 1934 при существующем с 1915 года Центральном доме народного творчества им. Н. К. Крупской.
В 1920—1930, осуществляя лозунг «Искусство в массы!», здесь работали педагоги-энтузиасты: Ф. Гоцук, О. Лозан, Ф. Рогинский, Г. Назаревская, Е. Потехина, известные художники, ведущие педагогическую деятельность (К. Юон, И. Машков, А. Осьмёркин, В. Яковлев, Г. Ряжский), которые совершенствовали методику обучения: разовые консультации уступали место последовательному учебному процессу. Помогали этому начинанию и такие признанные авторитеты, как: И. Грабарь, С. Герасимов, К. Петров-Водкин, Б. Иогансон, Р. Фальк и др.
Занятия не прекращались и во время Великой Отечественной войны, а после войны были открыты дополнительные факультеты.
В 1960 году курсы были переименованы в Государственный заочный народный университет искусств.
Университет пользовался большой популярностью. Количество учащихся доходило до 18 тысяч человек.

## Структура ЗНУИ
- Факультет изобразительного искусства
  - курсы:
    - основы рисунка, живописи и графики;
    - основы декоративно-прикладного искусства;
    - основы декоративно-оформительского искусства;
    - мастерства;
    - художника рекламы;
    - истории отечественного искусства;
    - истории западно-европейского искусства;
    - основы искусствоведения.

- Факультет театрального искусства
  - Курсы:
    - основы искусства актера драматического театра,
    - актера театра кукол;
    - основы режиссуры драматического театра и театра кукол, эстрадной режиссуры, основ эстрадно-цирковой режиссуры;
    - основы теории и практики стихосложения;
    - подготовка абитуриентов в театральные вузы;
    - основы театроведения.

- Факультет музыкального искусства
  - музыкально-теоретические курсы по сольфеджио,
  - теории музыки, гармонии, музыкальной литературе;
  - основы компьютерной музыки;
  - основы музыкальной композиции;
  - основы музыковедения;
  - подготовка абитуриентов в музыкальные вузы;
  - курсы по обучению игре на музыкальных инструментах (баян, аккордеон, фортепиано);
  - вокальный курс: основы сольного пения.

- Факультет фото-видео искусства
  - курсы:
    - фотографии;
    - видео.

В ЗНУИ обучаются самые различные слои населения: пенсионеры, инвалиды, заключённые, домохозяйки, учителя, врачи и т. д. В Университет принимаются все желающие заниматься творчеством, независимо от образования, основной профессии, места жительства и специальной подготовки, как граждане Российской Федерации, так и жители ближнего и дальнего зарубежья.
Свою деятельность Университет осуществляет в форме очно-заочного и заочного обучения методами индивидуального консультирования с использованием дистанционных образовательных технологий. Нормативный срок освоения образовательных программ от 4-х до 12-ти месяцев. Обучение в ЗНУИ — платное, ведется на русском языке, без отрыва от производства, без вызова в Москву.

## Награды
- Благодарность Министра культуры и массовых коммуникаций Российской Федерации (25 мая 2006 года) — за активную выставочную деятельность и пропаганду современного изобразительного искусства[1].